# Aeroportul El Trompillo
Aeroportul El Trompillo (în spaniolă Aeropuerto El Trompillo) (IATA: SRZ, ICAO: SLET) este un aeroport din Santa Cruz, Bolivia ce deservește zona Santa Cruz de la Sierra. A fost deschis în 1920.
Situat la o altitudine de 418 m, aeroportul dispune de o singură pistă.